# Sandwalls
Sandwalls, ursprungligen Sandwalls ångbryggeri, var ett bryggeri i Borås grundat av Alfred Sandwall, och 1977 uppköpt av Pripps.
Sandwalls bildades av Alfred Sandwall år 1862 då han övertog det bayerska bryggeriet i Borås. Sandwall hade då praktiserat på Spatenbryggeriet i München. Sandwall var först med att brygga pilsner i Sverige. Efter Alfred Sandwalls frånfälle 1930 övertogs bryggeriet av sonen Sven Sandwall. Under 1930-talet började Sandwalls tillverka läsk. Rörelsen ombildades 1944 till aktiebolag och under Anders Sandwalls ledning flyttade bryggeriet 1967 från centrala staden till en ny anläggning i stadsdelen Hulta.
Sandwalls var ett av alla de svenska bryggerier som blev uppköpt för att senare läggas ner under 1970-talet. Sandwalls i Borås förvärvades år 1977 av Bryggeri AB Falken i Falkenberg, för att de bägge bryggerierna tillsammans skulle bli dotterbolag till Pripps. Ölproduktionen överfördes till Falkenberg år 1978, samtidigt som huvudkontoret flyttades till Borås. År 1980 överfördes även läskedryckstillverkningen över till Falkenberg. Det gemensamma huvudkontoret blev kvar i Borås till årsskiftet 1986/87, då även det omlokaliserades till Falkenberg. 
Bryggaregatan i Borås sträcker sig där Sandwalls bryggeri tidigare låg, intill Viskan och Södra torget. Vid Viskan ligger sedan år 2007 Sandwalls plats. Under år 2008 fanns det fortfarande ett ansenligt antal 30-liters ölfat från Sandwalls i cirkulation. Numera innehåller de drycker från Carlsberg.

### Trycktskrift
- Två bryggare i Borås : minnesskrift till AB Sandwalls bryggeris 100-årsjubileum 1962, Sandwalls ångbryggeri, 1962